# 팅크

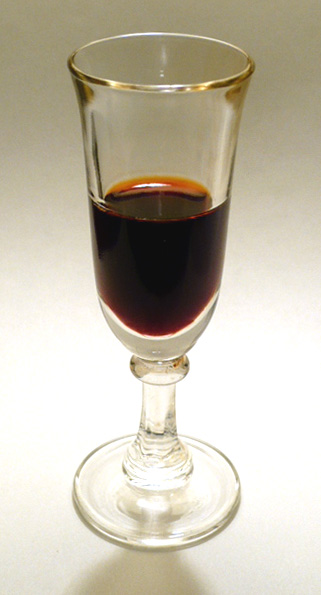
흰버드나무껍질, 에탄올에서 준비된 팅크.

팅크(tincture)는 일반적으로 에탄올(에틸알코올)에 용해된 식물 또는 동물 물질의 추출물이다. 25~60%의 용매 농도가 일반적이지만 90%까지 높을 수도 있다. 화학에서 팅크는 에탄올을 용매로 사용하는 용액이다. 약초에서 알코올 팅크는 다양한 에탄올 농도로 만들어지는데, 보존 목적으로 알코올 함량이 최소 20% 이상이어야 한다.
팅크를 생산하는 다른 용매에는 식초, 글리세롤(글리세린), 다이에틸 에터 및 프로필렌글리콜이 포함되며 모두 내부 소비에 사용할 수 있는 것은 아니다. 에탄올은 산성 및 염기성(알칼리성) 성분 모두에 탁월한 용매라는 장점이 있다. 글리세린을 이용한 팅크를 글리세라이트라고 한다. 글리세린은 일반적으로 에탄올보다 약한 용매이다. 산성인 식초는 알칼로이드를 얻는데 더 나은 용매이지만 산성 성분에 대해서는 더 약한 용매이다. 알코올을 섭취하지 않기로 선택한 개인의 경우, 무알코올 추출물은 체내 섭취를 위한 대안을 제공한다.
아이오딘 및 머큐로크롬과 같은 저휘발성 물질도 팅크로 바뀔 수 있다.

## 특성
팅크는 흔히 에틸알코올과 물을 용매로 혼합하여 만들어지며, 각 성분은 서로 용해할 수 없거나 약한다. 비율을 변경하면 최종 추출에서 다양한 수준의 성분이 생성될 수도 있다. 알코올은 항균제로서 방부제 역할도 한다.
알코올을 용매로 사용할 때의 단점은 에탄올이 일부 유기 화합물을 변성시켜 그 효과를 감소시키거나 파괴하는 경향이 있다는 것이다. 이러한 경향은 다당류와 같은 식물 성분을 추출할 때 바람직하지 않은 영향을 미칠 수도 있다. 단백질 중에서 흔히 발견되는 특정 다른 성분은 알코올에 의해 비가역적으로 변성되거나 "피클링"될 수 있다. 알코올은 또한 일부 방향족 화합물에 해로운 영향을 미칠 수 있다.
에테르 및 프로필렌 글리콜 기반 팅크는 개인 관리 크림 및 연고와 같은 외용 제제에 사용되지만 내부 소비에는 적합하지 않다.

## 같이 보기
- 우리기